# 가음초등학교
가음초등학교는 대한민국 경상북도 의성군 가음면 가산리에 있는 공립 초등학교다.

## 학교 연혁
- 1933년 7월 1일 가음공립보통학교 개교
- 1938년 4월 1일 가음공립심상소학교 개편
- 1941년 4월 1일 가음공립국민학교 개편
- 일자미상 가음국민학교 개편
- 1949년 8월 25일 가음국민학교 순호분교 설립 인가
- 1949년 9월 1일 순호분교장 개교
- 1951년 9월 1일 순호분교 순호국민학교 승격 분리
- 1981년 1월 20일 병설유치원 설립
- 1986년 3월 1일 순호국민학교 분교장 격하 편입
- 1994년 3월 7일 학교 급식 실시
- 1996년 3월 1일 가음초등학교 개편, 순호분교장 폐교 및 본교 통폐합
- 2022년 2월 11일 제85회 졸업(졸업생수 7,047명)
- 2022년 3월 1일 제30대 권미해 교장 부임

## 학교 상징
- 교화 - 모란 : 꽃이 크고 아름다우면서도 향기로 뽐내지 않아 늘 겸손하고 자기 자신을 희생하여 병든 자에 약이 되어주는 식물로 아동들에게 겸양의 미덕과 봉사정신을 가지게 한다.
- 교목 - 느티나무 : 우리학교에서 가장 오래되고 아름다운 나무로 늘 우리에게 많은 혜택을 주며 아무리 어려운 역경이 닥쳐도 이겨내어 늘 푸르고 아음다움을 잃지 않으므로 아 나무를 교목으로 지정하여 아동들이 고결한 마음을 본받게 한다.

## 참고 자료
- 의성가음초등학교 - 한국교육학술정보원 학교알리미